# Józef Pogonowski

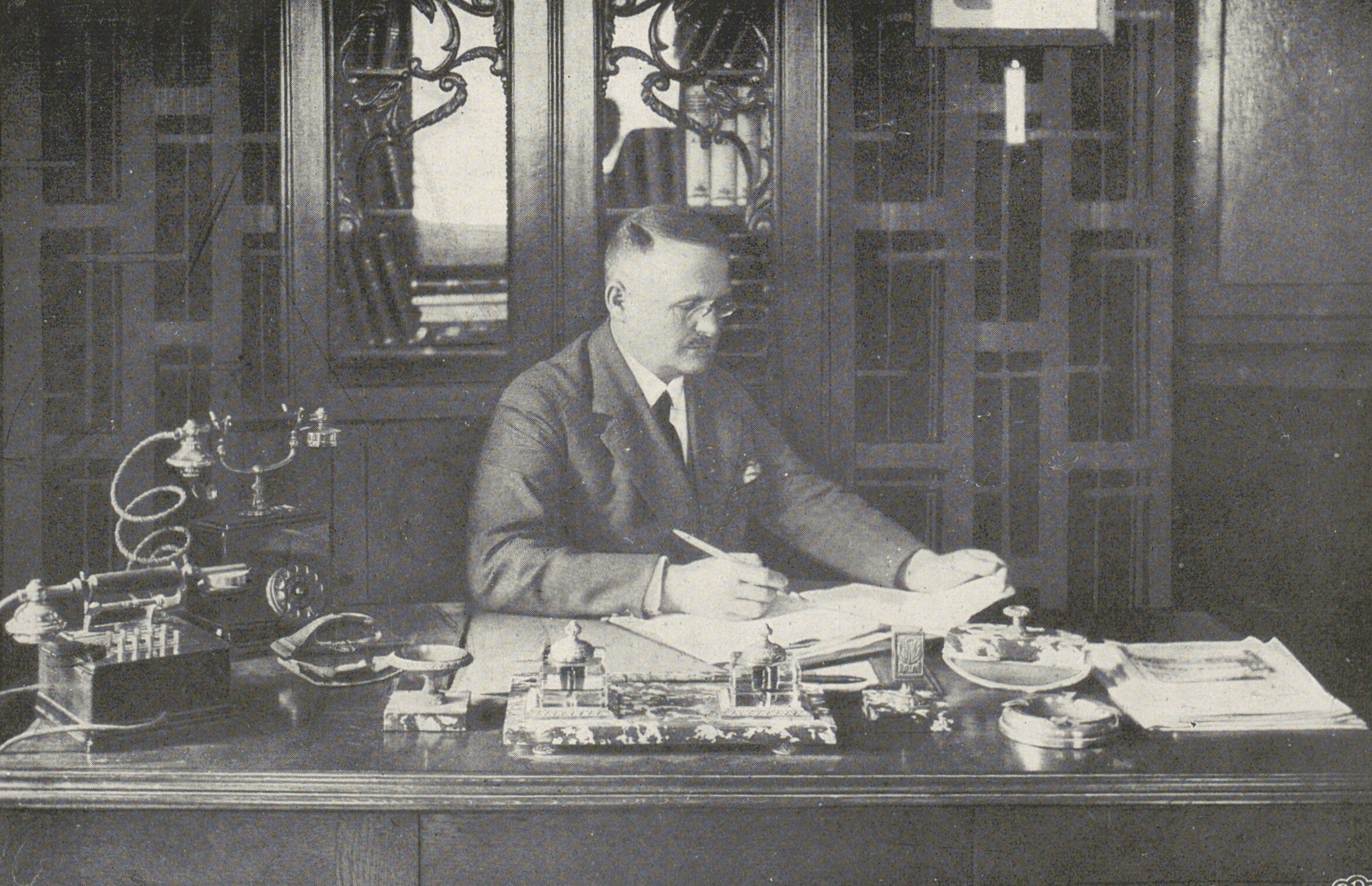
Józef Pogonowski w gabinecie prezesa Towarzystwa Kredytowego m. Łodzi

Józef Narcyz Pogonowski herbu Ogończyk, ps. Marcin Wrona, Narcyz Ogończyk (ur. 28 lutego 1874 w Łęcznowoli, zm. 15 maja 1949 w Łodzi) – wiceprezydent Łodzi, radny, publicysta, farmaceuta, homeopata, właściciel ziemski.

## Życiorys
Józef Pogonowski urodził się 28 lutego 1874 w Łęcznowoli. W latach 1897–1900 studiował farmację na uniwersytecie w Dorpacie, który ukończył z dyplomem prowizora farmacji. Następnie pracował w Piotrkowie Trybunalskim w aptece Szumachera. Później przeniósł się do Łodzi, gdzie kupił od Władysława Grodzkiego aptekę homeopatyczną przy ul. Główniej 5 i laboratorium farmaceutyczne. Był zaangażowany w działalność Towarzystwa Kredytowego Miejskiego w Łodzi. Był członkiem jego zarządu, a od 1915 był zastępcą dyrektora Towarzystwa i członkiem komisji obywatelskiej, informacyjno-monitującej, mającej na celu skuteczne ściąganie długów. W latach 1920–1928 należał do kadry dyrektorskiej, w 1928 zaś objął funkcję prezesa, którą pełnił do 1937.
W 1919 został wybrany do Rady Miejskiej w Łodzi. Jako radny odpowiadał za gospodarkę komunalną. Od 1920 należał do Rady Nadzorczej Gazowni Miejskiej, a od 1921 do komisji odpowiadającej za zaprowadzenie kanalizacji i wodociągów w Łodzi. Od stycznia do maja 1923 pełnił funkcję wiceprezydenta miasta Łodzi. Odpowiadał za Główną Kasę Miejską, Oddział Obrachunkowy oraz Biuro Ksiąg Ludności Stałej. W Radzie Miejskiej działał do 1937.
W lutym 1940 Niemcy zlikwidowali jego aptekę, w związku z czym Pogonowski uciekł do Tarnowskiej Woli, gdzie prowadził potajemnie aptekę w swoim dworku. Po zakończeniu wojny powrócił do Łodzi, gdzie ponownie prowadził aptekę przy ul. Głównej.

### Życie prywatne
Pochodził z rodziny ziemiańskiej. Jego rodzicami byli Józef Pogonowski oraz Zofia z d. Tarkowska. Z żoną, Eugenią z d. Gadzinowską, miał czworo dzieci:
- Józefa Leszka Pogonowskiego,
- Krystynę Kulińską,
- Annę Pogonowską,
- Barbarę Śniadecką.

Zmarł 15 maja 1949 w Łodzi. Został pochowany na Starym Cmentarzu.

## Publikacje
- Stosunki etnograficzne na Litwie (1910), jako Narcyz Ogończyk[3],
- Mariawici w Polsce (1911), jako Marcin Wrona,
- Stan miast polskich i własności nieruchomej (1925),
- Ostatni mohikanie pomorscy (1932)[2].